# Robert Kanigher
Robert Kanigher (18 giugno 1915 – Fishkill, 7 maggio 2002) è stato un fumettista e editore statunitense.
Fu coinvolto nella creazione di Wonder Woman, Sgt. Rock e Flash.
Nel 2014 ha ricevuto un Bill Finger Award postumo per la sua carriera di sceneggiatore.